# タイロン・グリーン
タイロン・グリーン（Tyronne Green 1986年4月27日- ）はフロリダ州ペンサコーラ出身の元アメリカンフットボール選手。ポジションはガード。

## 経歴
オーバーン大学に入学後、2005年にディフェンシブタックルからガードにコンバートされ4試合に出場した。2006年には、全13試合に控えガードとして出場した。2007年、左ガードとして全試合に先発出場した。10月8日、ヴァンダービルト大学戦で活躍し、サウスイースタン・カンファレンスの週間最優秀オフェンスラインマンに選ばれた。
2009年のNFLドラフト4巡でサンディエゴ・チャージャーズに指名された。この年3試合に出場し、66スナップでプレーした。
2010年11月28日、インディアナポリス・コルツ戦で初先発した。この年、ガードとして7試合で先発出場、12試合に出場した。
2011年には13試合に出場、先発左ガードのクリス・ディールマンの負傷によりシーズン最後の10試合中、8試合で先発した。
2012年は13試合に先発出場した。シーズン終了後、フリーエージェントとなった。チャージャーズでは28試合に先発出場した。
2013年、ニューイングランド・ペイトリオッツと契約を結んだ後、5月31日に解雇されていたが、トレーニングキャンプ前の7月下旬に再度契約を結んだ。10月25日に解雇された。
2014年5月27日、ダラス・カウボーイズと契約を結んだ。1ヶ月後に故障者リスト入りし、その後解雇された。同年12月31日、カロライナ・パンサーズとフューチャー契約を結んだ。
2015年6月の練習でアキレス腱を断裂し、手術を受けることとなり、シーズン絶望となった。